# Cot Mombatee
Cot Mombatee är en kulle i Indonesien.   Den ligger i provinsen Aceh, i den västra delen av landet, 1 800 km nordväst om huvudstaden Jakarta. Toppen på Cot Mombatee är 205 meter över havet.
Terrängen runt Cot Mombatee är varierad.Runt Cot Mombatee är det tätbefolkat, med 276 invånare per kvadratkilometer. Närmaste större samhälle är Banda Aceh, 18,3 km norr om Cot Mombatee. Omgivningarna runt Cot Mombatee är en mosaik av jordbruksmark och naturlig växtlighet.